# Santippo
Santippo (in greco antico: Ξάνθιππος?, Xànthippos, in latino Xantippus; Sparta, ... – dopo il 255 a.C.) è stato un generale spartano che ebbe una significativa parte nella prima guerra punica nel maggio del 255 a.C., quando guidò le truppe cartaginesi nella battaglia di Tunisi permettendo una, sia pur temporanea, rivincita di Cartagine, reduce da una sconfitta da poco ricevuta dalle legioni di Marco Atilio Regolo e Lucio Manlio Vulsone Longo nella battaglia di Adys.

## Biografia
Nel 256 a.C. la battaglia di Adys aveva sancito la supremazia romana nei combattimenti terrestri anche in territorio africano. Le forze cartaginesi avevano subito una secca sconfitta dalle legioni di Atilio Regolo soprattutto per effetto di una malaccorta condotta delle operazioni bellica da parte dei comandanti punici Bostare, Asdrubale di Annone e Amilcare che non seppero sfruttare tutte le possibilità offerte dalle loro armi. La sconfitta pose Cartagine alla mercé dei Romani costringendo la città a chiedere la pace. Le condizioni poste da Atilio Regolo furono ritenute tanto pesanti da far decidere al Sinedrio cartaginese di non accettare e resistere ulteriormente.
(Polibio, Storie, I, 32, 1, BUR. Milano, 2001. trad.: M. Mari.)
Santippo apprese della sconfitta di Adys, si fece raccontare le mosse dei contendenti e, studiate le forze in campo cartaginesi, il numero degli uomini, dei cavalieri  e degli elefanti si rese conto, e disse ai suoi conoscenti, che 
(Polibio, Storie, I, 32, 1, BUR. Milano, 2001. trad.: M. Mari.)
All'interno delle immancabili polemiche per la tremenda situazione bellica, la voce si sparse e Santippo fu convocato al Senato cartaginese dove presentò ai magistrati le sue osservazioni sulle metodologie tenute ad Adys dai comandanti punici. Secondo lo stratego greco, questi non avevano saputo sfruttare il terreno perché avevano mantenuto le truppe su luoghi non pianeggianti dove invece la cavalleria e gli elefanti avrebbero potuto ottenere il massimo impatto sia offensivo che difensivo.
Allo spartano fu affidata la ristrutturazione l'esercito punico ed egli lo condusse fuori dalle mura iniziando una serie di manovre per abituare le sue truppe al  proprio metodo bellico. Secondo Polibio la qualità delle evoluzioni dell'esercito punico fu tale da rendere evidente la differenza fra la conduzione dei capi punici e quella del greco. La popolazione di Cartagine passò dalla depressione della sconfitta e delle richieste di Atilio Regolo ad un cauto ottimismo. Le truppe ripresero il morale.
I comandanti cartaginesi,
(Polibio, Storie, I, 32, 8, BUR. Milano, 2001. trad.: M. Mari.)
Sempre secondo Polibio che -si suppone- in queste pagine si rifà a Filino, storico filocartaginese- l'esercito punico era composto di dodicimila fanti, quattromila cavalieri e un centinaio di elefanti. 
I romani notarono il nuovo, spavaldo, atteggiamento dell'esercito cartaginese che si muoveva non più su terreno erto ma si manteneva nella parte pianeggiante. Cionondimeno, sicuri delle loro capacità e ritenendo i cartaginesi inferiori militarmente non rifiutarono lo scontro. 
Polibio racconta che i comandanti cartaginesi, prima della battaglia, erano dubbiosi e si consultavano su come comportarsi mentre furono gli stessi soldati a chiedere di essere guidati in battaglia dallo stratega lacedemone.
Allora i capi cartaginesi
(Polibio, Storie, I, 33, 5, BUR. Milano, 2001. trad.: M. Mari.)
La disposizione delle truppe sul campo fu diversa da quella organizzata ad Adys. Gli elefanti vennero disposti in riga davanti all'esercito; la falange cartaginese fu posta dietro a questi mentre le ali furono formate da mercenari e dalla cavalleria.
La battaglia di Tunisi vide la pesante sconfitta delle legioni e la cattura del console Atilio Regolo. Le truppe romane furono letteralmente massacrate. Circa cinquecento legionari furono catturati e solo duemila uomini riuscirono a salvarsi e a riparare poi ad Aspide. Dodicimila componenti delle legioni di Roma trovarono la morte.
Polibio, greco come Santippo, non manca di sottolineare come
(Polibio, Storie, I, 35, 5, BUR. Milano, 2001. trad.: M. Mari.)
Dopo che i Cartaginesi ebbero festeggiato e ringraziato gli dèi, 
(Polibio, Storie, I, 36, 2, BUR. Milano, 2001. trad.: M. Mari.)
Polibio promette anche di raccontare un'altra storia al riguardo della partenza di Santippo da Cartagine.
Una versione meno felice della vicenda di Santippo lo vedrebbe invece vittima dei suoi stessi beneficati. Secondo queste fonti (Diodoro XXIII, 16) i Cartaginesi fecero affondare la nave che riportava Santippo alla sua patria. Le congetture su un simile comportamento restano tali, anche perché il passo nel quale Polibio narra il termine della vicenda di Santippo è andato perduto. Il fatto stesso, però, che lo storico greco non utilizzi quelle informazioni in questa parte delle Storie, indicherebbe che egli stesso non prestava soverchia fede a questa teoria.
Comunque un Santippo spartano divenne uno dei principali generali tolemaici nel decennio successivo. Tolomeo III Evergete, tornando in Egitto dopo la sua spedizione vittoriosa in Siria e Mesopotamia, assegnò infatti, nel 245 a.c., il comando delle regioni oltre l'Eufrate ad un suo omonimo, ed è possibile supporre si tratti della stessa persona, magari già passata dal servizio cartaginese a quello egiziano non appena finita la prima guerra punica.